# Jesse Draper
Jessica Cook Draper (n. 5 de enero de 1986) es una actriz de televisión estadounidense. Ella se destacó en la serie de Nickelodeon The Naked Brothers Band como Jesse Cook.

## Biografía
Jesse Draper nació el 5 de enero de 1986. Su verdadero nombre es Jessica Cook Draper. En fecha reciente, comenzó un show web, llamado The Cry Girl, de la que es la anfitrión, escritora y productora. 
Comenzó su carrera como actriz en la exitosa serie de Nickelodeon "The Naked Brother's Band", como Jesse Cook la niñera de los hermanos Wolff. Ella es prima de Nat y Alex Wolff y, sobrina de Polly Draper y Michael Wolff. Draper es hija de Timothy C. Draper y Melissa Draper.
Ella es la estrella y productora de la serie "The Valley Girl", creada por ella misma con medio internet.

## Filmografía
| Año       | Film                                         | Rol            | Notas                      |
| --------- | -------------------------------------------- | -------------- | -------------------------- |
| 1993      | Broken Promises: Taking Emily Back           | Homeless Girl  | Película                   |
| 2006      | The Naked Brothers Band: The Movie           | Jesse Cook     | Película de TV Nickelodeon |
| 2006      | American Dreams                              | Bandstand Girl | 1 episodio                 |
| 2007–2009 | The Naked Brothers Band                      | Jesse Cook     | 40 episodios               |
| 2008      | Jack Black and Jesse draper                  | Ella misma     | Papel principal            |
| 2012      | Huyendo del pasado                           | Bank Teller    | Película                   |
| 2012      | Red Shoe Diaries 3: Another Woman's Lipstick | Shofie         | Película                   |